# Трамвайный мост (Владикавказ)
Трамвайный мост — пешеходный железобетонный арочный мост через реку Терек во Владикавказе, Северная Осетия, Россия. Памятник инженерного искусства. Расположен между улицей Пашковского и улицей Маяковского. Выявленный объект культурного наследия России.

## История
В 1903 году во Владикавказе рядом с Деревянным мостом был возведён первый в России железобетонный мост для трамвайного движения.
3 (16) августа 1904 года состоялось торжественное открытие движения трамвая в городе: «3 августа 1904 года при огромном стечении горожан, под перезвон церковных колоколов, первый трамвай вышел из депо, пересек выстроенный для него мост и двинулся по маршруту.»
В 1936 году, в связи с реконструкцией трамвайной сети, движение трамваев через мост было прекращено. С этого времени мост используется только для пешеходного движения. В настоящее время мост находится в аварийном состоянии и требует реконструкции.

## Конструкция
Мост однопролётный железобетонный арочный. Пролётное строение состоит из двух монолитных железобетонных арок со сплошными стенками, на которые опирается плита проезжей части. Ширина арок у ключа 30 см, у пят — 45 см. Толщина арок у ключа составляет 20 см. Устои и промежуточные опоры каменные. Длина пролётов — по 22,3 м. Общая длина моста составляет 72 м, ширина — 4,3 м.
Мост пешеходный. Покрытие прохожей части — асфальтобетон. На мосту установлено бестумбовое металлическое перильное ограждение простого рисунка.